# Référendum de 2023 sur la création d'une région d'Éthiopie du Sud
Un référendum sur la création d'une région d'Éthiopie du Sud a lieu le 6 février 2023 en Éthiopie dans plusieurs zones de la région des nations, nationalités et peuples du Sud (RNNPS). La population est amenée à se prononcer sur la création d'une nouvelle région à part entière.
La création de la région d'Éthiopie du Sud intervient dans le contexte de référendums similaires en 2019 et 2021 ayant conduit à la création des régions Sidama et Éthiopie du Sud-Ouest, également à partir de la RNNPS.
La proposition est approuvée à une très large majorité. Bien que retardé par la réorganisation du vote dans l'une des zones en juin 2023, la création de la nouvelle région est avalisée en juillet 2023 par le gouvernement national, et devient effective le 14 septembre, tandis que la partie restante de la RNNPS est renommée Éthiopie du centre.

## Contexte

Carte des régions éthiopiennes et des zones les composant. La région des nations, nationalités et peuples du Sud figure en violet.

### Historique
Depuis l'entrée en vigueur de la constitution de 1994, l’Éthiopie est un État fédéral divisé jusqu'en 2023 en onze régions — parfois appelées États — établies sur des bases ethniques, auxquelles s'ajoutent deux « villes régions » pour la capitale Addis-Abeba et la seconde plus grande ville du pays, Dire Dawa. Les régions sont elles-mêmes divisées en zones. Elles disposent de pouvoirs limités en matière d'éducation, de santé et d'organisation du territoire, peuvent lever des impôts locaux et se choisir une langue officielle.
Si la constitution utilise l’ethnicité comme base pour organiser la fédération, seules six des régions sont à nette prédominance mono-ethnique : l'Oromia, l'Afar, le Tigré, l'Amhara, la région Somali et la Sidama. Les régions restantes, dont la région des nations, nationalités et peuples du Sud (RNNPS), sont pluriethniques.
Le référendum de 2023 intervient après la création quatre ans plus tôt de la région Sidama, elle aussi l'objet d'un référendum local, et de la création deux ans plus tôt de la région Éthiopie du Sud-Ouest, également à l'issue d'un référendum similaire.

## Organisation
La création de la région d'Éthiopie du Sud intervient à la demande des zones de Wolayita, Gamo, Gofa, Sud Omo, Gedeo et Konso, ainsi que des districts spéciaux (Woreda) de Derashe, Amaro, Burji, Alle et Basketo, qui font alors tous partie de la région des nations, nationalités et peuples du Sud (RNNPS). Le 18 août 2022, la Chambre de la fédération approuve l'organisation d'un référendum pour constituer une région distincte sous le nom de région d’Éthiopie du Sud,,.
Le référendum doit initialement être organisé dans les trois mois, mais la Commission électorale nationale d'Éthiopie (NEBE) décide le 10 octobre suivant de fixer la date au 6 février 2023,. Le bulletin de vote, écrit en Amharique, comporte une partie « Pour » associée au symbole d'une colombe, et une partie « Contre » associée à une une Godjo, une large hutte traditionnelle dont le symbole figure sur le drapeau de la RNNPS,.

## Résultats
| Choix                     | Votes     | %     |
| ------------------------- | --------- | ----- |
| Pour                      | 2 398 469 | 95,22 |
| Contre                    | 120 501   | 4,78  |
|                           |           |       |
| Votes valides             | 2 518 970 | 96,73 |
| Votes blancs et invalides | 85 189    | 3,27  |
| Total                     | 2 604 159 | 100   |
| Abstention                | 187 723   | 6,72  |
| Inscrits/Participation    | 2 791 882 | 93,28 |

## Suites

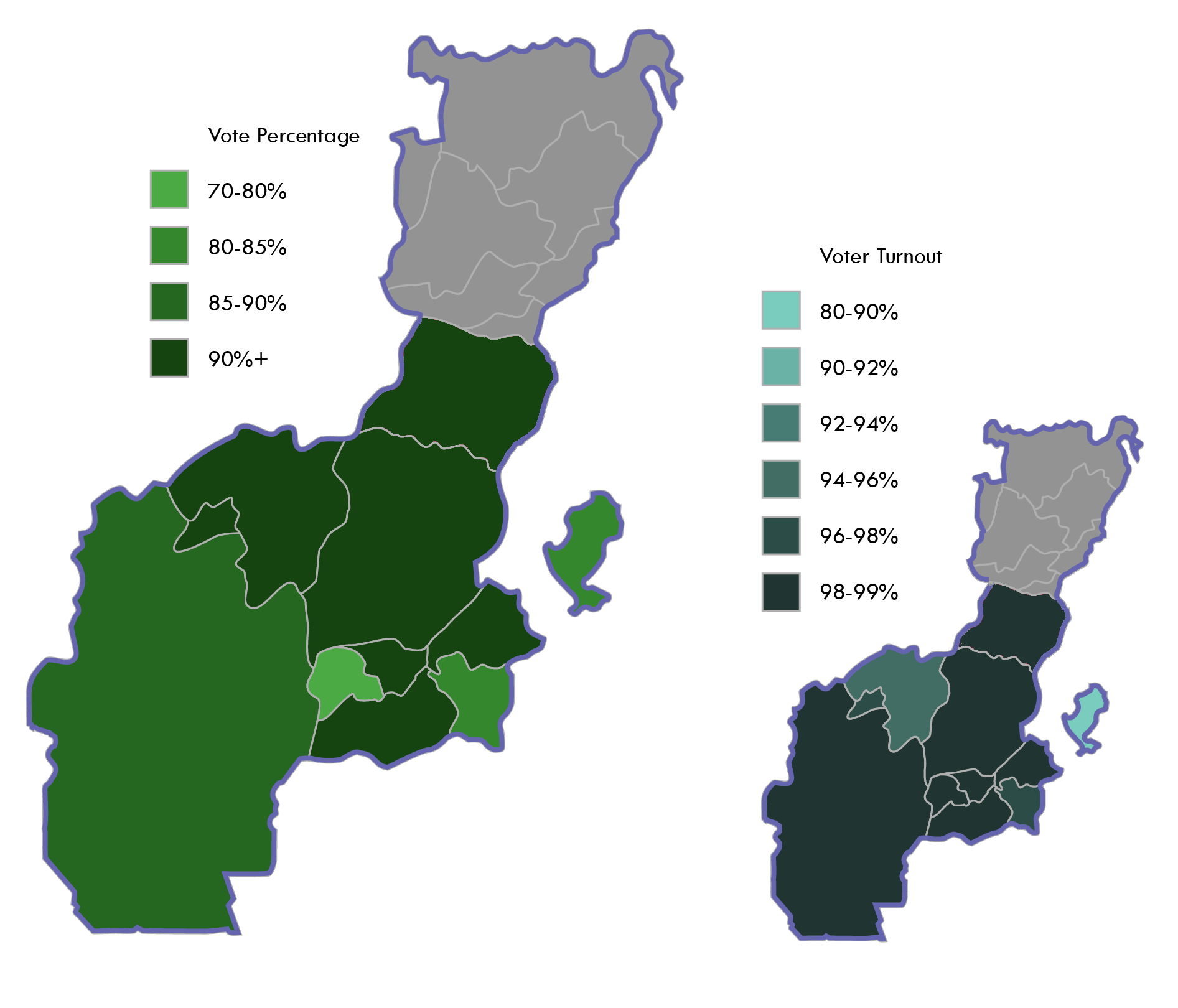
Résultats par zone.

Comme les deux précédentes propositions de création de région, celle de l'Éthiopie du Sud est approuvée à une écrasante majorité, plus de 95 % des suffrages exprimés étant en sa faveur. Les votes pour l’emportent ainsi dans cinq zones et cinq districts spéciaux. En raison d'irrégularités dans la zone de Wolayita, la Commission électorale nationale d'Éthiopie (NEBE) décide cependant d'annuler le vote dans cette zone et d'y répéter le scrutin à une date ultérieure. La NEBE annule également pour irrégularité les résultats de 81 des 3 771 bureaux de votes mis en place dans les différentes zones. Elle juge cependant que l'écart des résultats est tel que ces bulletins manquant ne remettent pas en cause l'issue du vote, et proclame les résultats le 1er mars,,.
Malgré une écrasante majorité de votes favorables, les conséquences du référendum sont retardées du fait de sa réorganisation dans la zone de Wolayita, très peuplée. Le scrutin y prend finalement place le 19 juin 2023. Les résultats connus huit jours plus tard donnent une majorité de votes « Pour » avoisinant les 90 % des suffrages exprimés, comme dans les autres zones et districts concernés,,. Ces derniers votent par conséquent rapidement des résolutions pour mettre en œuvre la création de la nouvelle région. Le résultat est transmis par la région des nations, nationalités et peuples du Sud (RNNPS) à la Chambre de la fédération, qui approuve le 6 juillet 2023 à l'unanimité la formation de la 12e région. Celle-ci prend le nom de région d'Éthiopie du Sud,. Sa création devient effective le 14 septembre. La partie restante de la RNNPS est quant à elle renommée Éthiopie du Centre,.